# Böhmerstraße (Trier)
Die Böhmerstraße ist eine Straße in Trier im Stadtteil Mitte. Sie verläuft vom Nikolaus-Koch-Platz zum Irminenfreihof in unmittelbarer Nähe zum Moselufer. Sie ist eine der wenigen wichtigen Geschäftsstraßen im Westen der Trierer Altstadt.

## Geschichte
Eine Siedlung „Beheim“ ist erstmals 1115 belegt. Die Herkunft des Namens „Beheim“ ist jedoch nicht eindeutig geklärt. Es gibt zwei Erklärungsvarianten:
- Der Name dieser Siedlung leitet sich vermutlich von einer fränkischen Einzelsiedlung „Beheim“ ab, die auf dem Boden der zerstörten Römerstadt errichtet wurde.
- Es könnte sich aber auch um einen ehemaligen Sklavenumschlagplatz mit Sklaven aus Böhmen handeln oder (wahrscheinlicher) um eine Siedlung, die von durch die Trierer Kirche losgekauften slawischen Sklaven gegründet wurde.

Die Siedlung lag vermutlich zwischen Böhmerstraße und Dietrichstraße. Die ehemalige Wüstung ist heute komplett überbaut.

## Kulturdenkmäler
In der Straße befinden sich (mindestens) drei Kulturdenkmäler aus dem 19. Jahrhundert. Erwähnenswert ist unter den Bauwerken an der Straße insbesondere das Kloster St. Elisabeth:
 Kloster St. Elisabeth 
Das Kloster St. Elisabeth wurde am 22. April 1864 von den „Franziskanerinnen von der Buße und der Christlichen Liebe“ aus Nonnenwerth in der Böhmerstraße errichtet. Ein Vorgängerbau stand bereits zehn Jahre früher in der Dominikanerstraße. Wegen der Lage bekam es im Volksmund den Namen „Böhmerkloster“. Sowohl im Ersten Weltkrieg als auch im Zweiten Weltkrieg wurde das Kloster zerstört und nachträglich wieder aufgebaut. Heute wird das Gebäude unter Mitwirkung der Franziskanerinnen im „Böhmerkloster“ als Jugendwohnheim, Altenheim, hauswirtschaftliche Ausbildungsstätte, Kindergarten und zur Pfarrseelsorge genutzt.

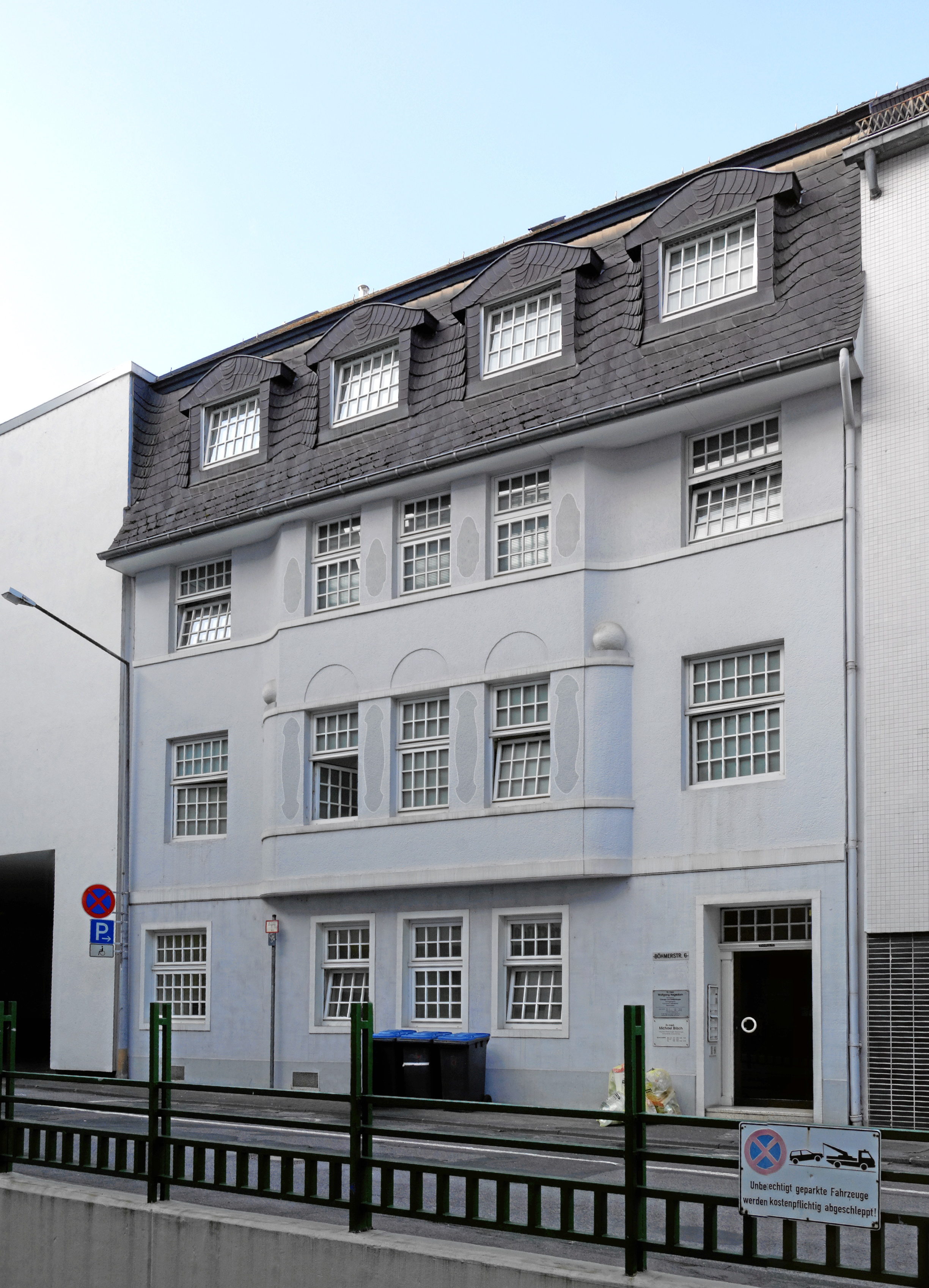
Böhmerstraße 6
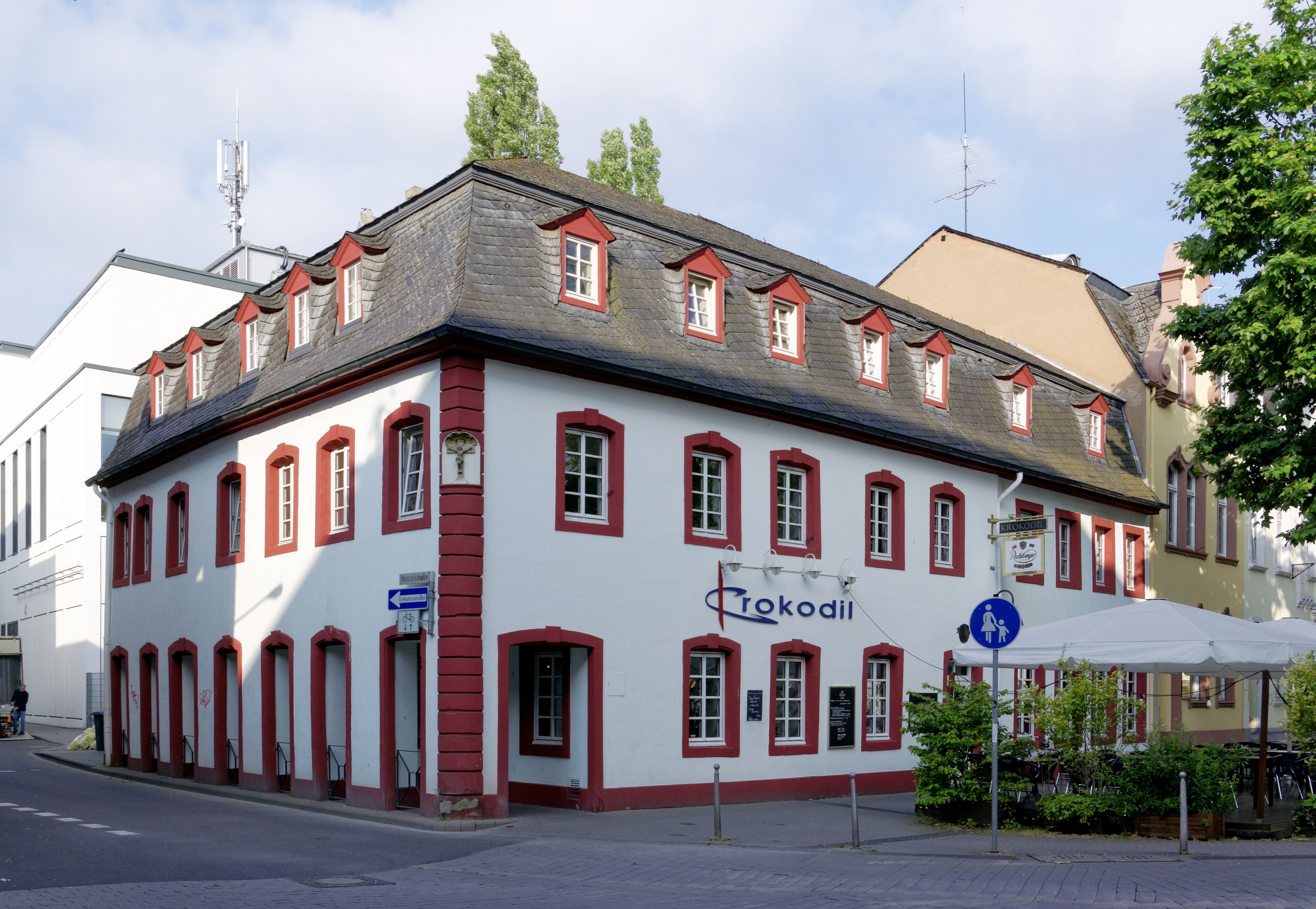
Böhmerstraße 10
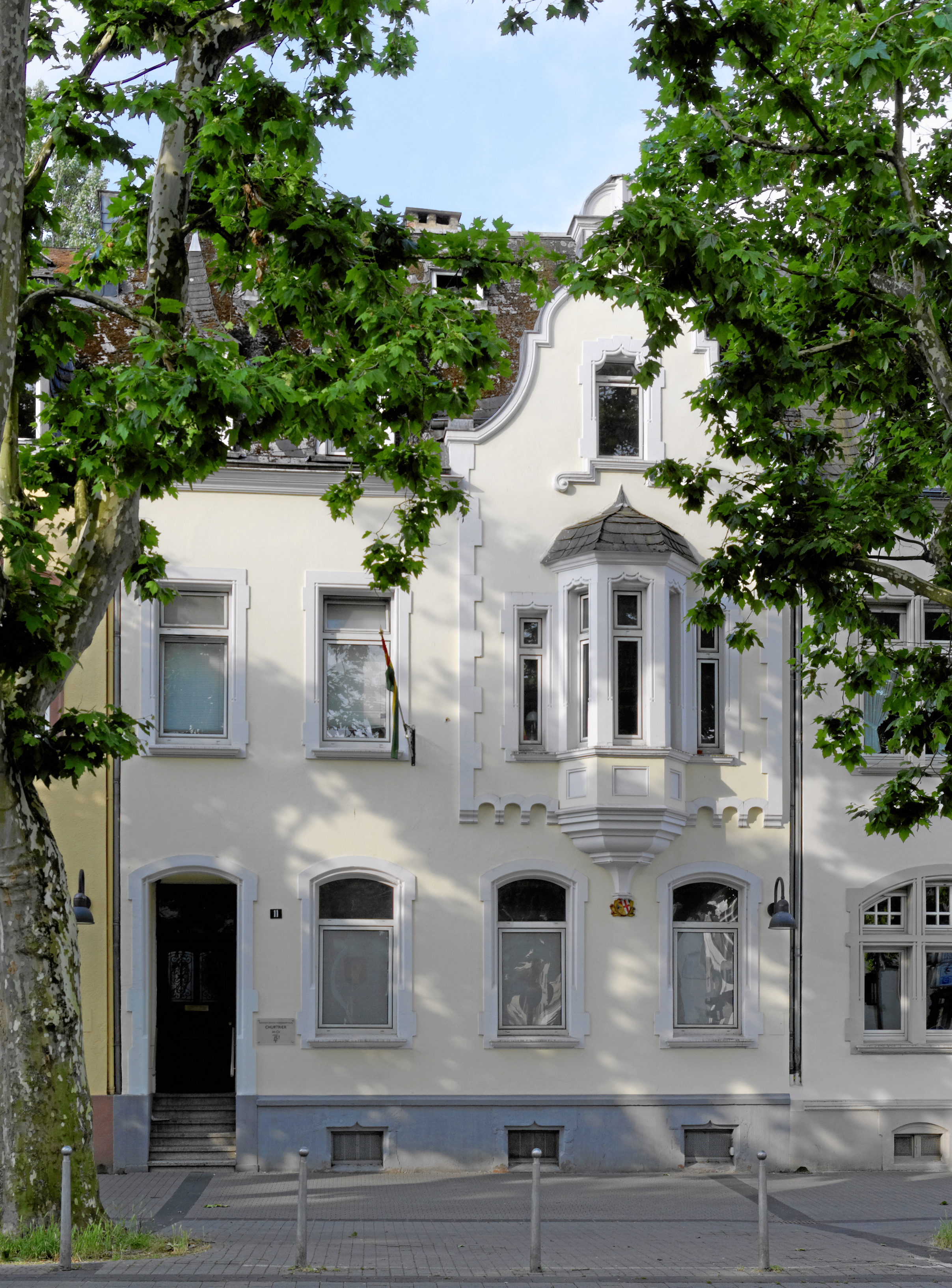
Böhmerstraße 11
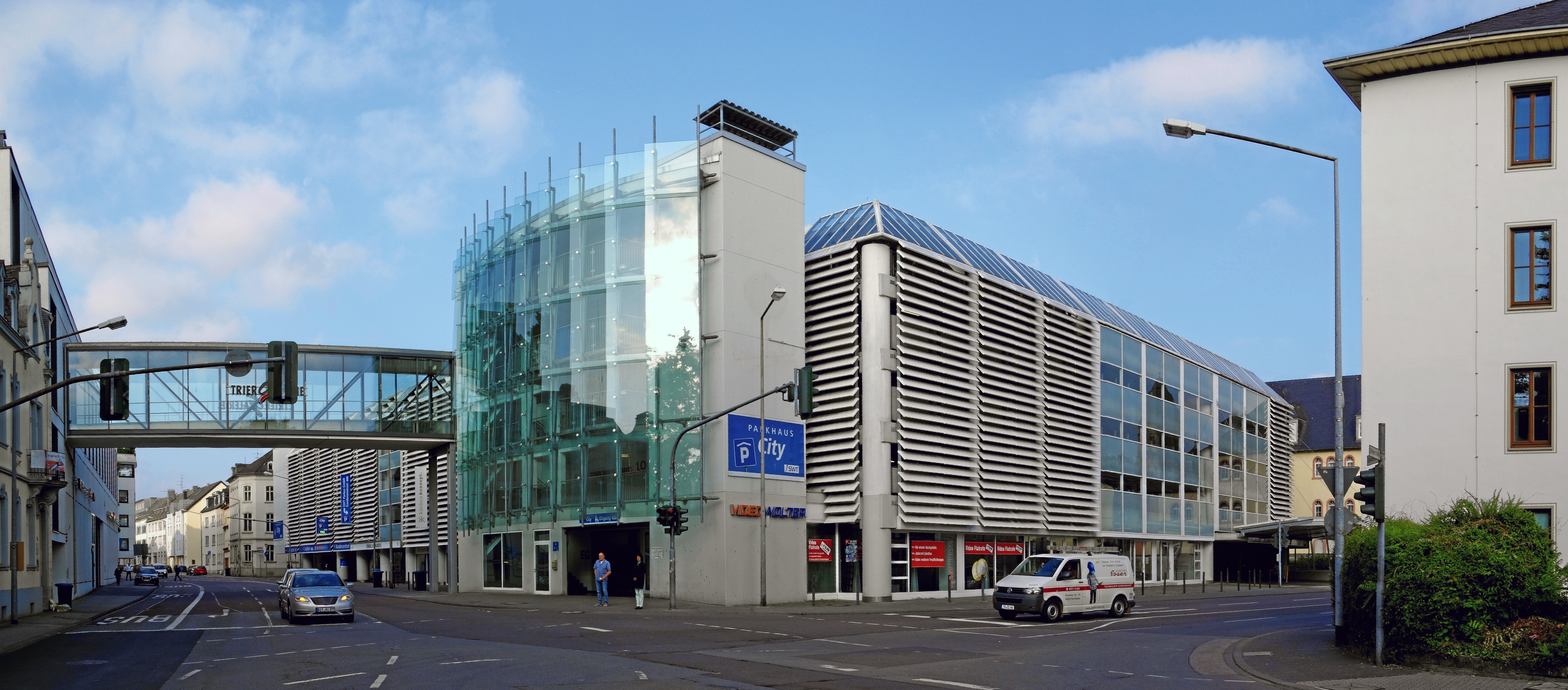
City-Parkhaus Ecke Böhmerstraße – Zuckerbergstraße